# Língua iúpique siberiano central
O iúpique siberiano central, (também iúpique siberiano, siberiano do estreito de Bering, iuíte, ioíte, "iúpique da Ilha São Lourenço", e na Rússia "iúpique de Chaplinski" ou iuque) é uma língua iúpique. É falada pelos iúpique siberianos ao longo do litoral da península de Chukotka no extremo leste da Rússia e em Savoonga e Gambell na ilha de São Lourenço, Alasca.
No Alasca, cerca de 1.050 pessoas de uma população siberiana total de 1.100 iúpiques falam a língua. Na Rússia, cerca de 300 de uma população étnica de 1.200 a 1.500 falam a língua, totalizando cerca de 1.350 falantes em todo o mundo.

## Dialetos
O iúpique siberiano tem dois dialetos: "Chaplinski Yupik" é falado nas margens da península de Chukotka no extremo nordeste da Rússia; e o iúpique da ilha São Lourenço (Sivuqaghmiistun) é falada na ilha de São Lourenço, Alasca. A maioria dos falantes do iúpique de Chaplinski vivem nas aldeias de Novoye Chaplino e Sireniki, nas costas da península de Chukotka. O da ilha de São Lourenço, acredita-se que seja uma descendência de Chaplinski e, além de algumas peculiaridades fonéticas, fonológicas, morfológicas, sintáticas e lexicais, é praticamente idêntico ao mesmo.

Asian/Siberian assentamento iúpique (pontos vermelhos)

Chaplino, ou  Ungazighmiistun , é a maior língua de Yupik da Sibéria (o segundo é a língua Naukan), denominada a partir do assentamento de Ungaziq (Novoye Chaplino). A palavra  Ungazighmii  / Уңазиӷмӣ [uŋaʑiʁmiː] (plural Ungazighmiit / Уңазиӷмӣт [uŋaʑiʁmiːt]) significa "habitante (s) de Ungaziq". Pessoas que falam esta língua vivem em vários assentamentos na Península de Chukchi, no sudeste (incluindo Novoye Chaplino, Provideniya e Sireniki, Uelkal, ilha Wrangel Island, e Anadyr (cidade) . In another terminology, these people speak Chaplino, and Ungazighmiit people speak one of its dialects, along with other dialects spoken by Avatmit, Imtugmit, Kigwagmit, which can be divided further into even smaller dialects.

### Outras línguas iúpiques
O naucano, ou Nuvuqaghmiistun, a segunda maior língua iúpique falada na Sibéria, é falada em assentamentos como Uelen, Lorino, Okrug Autônomo de Chukotka, Lorino, Lavrentiya e Provideniya.

### Classificação
Além disso, a linguagem esquimó sireniki, chamada Uqeghllistun localmente, era uma língua falada na Sibéria que tinha muitas peculiaridades. Às vezes, é classificada como não pertencente ao ramo iúpique, formando assim (por si só) um terceiro ramo autônomo das línguas esquimós (ao lado de Inuit e Yupik). Its peculiarities may be the result of a supposed long isolation from other Eskimo groups in the past.
O sireniki tornou-se extinto no início de janeiro de 1997.

## Escrita
A língua usa o alfabeto cirílico com 45 letras.